# Magnolia compressa
Espèce
Statut de conservation UICN

 DD  : Données insuffisantes
Magnolia compressa est une espèce de plantes à fleurs de la famille des Magnoliacées. C'est un arbre originaire d'Asie.

## Description
C'est un arbre.

## Répartition et habitat
L'espèce est trouvée en Asie: Chine (est et sud du Yunnan), sud-ouest du Japon et Taïwan.
Elle pousse en milieu subtropical.